# Jean-François Leval
Jean-François Leval (* 18. April 1762 in Paris; † 7. August 1834 ebenda) war ein französischer Général de division der Infanterie.

## Leben
Leval war der Sohn von Jean François Leval und dessen Ehefrau Marie Madeleine Ducres. Er trat schon früh in die königliche Armee ein und war einige Zeit auch in den Kolonien stationiert; u. a. kämpfte er bei Pensacola. Ab 1791 war er wieder in und bei Paris stationiert. Zurück in Frankreich wurde er schon früh zum Parteigänger Napoleons. Er kämpfte in der Schlacht bei Tienen (16. März 1792) unter Befehl Generals de Valence und wurde Anfang 1793 zur Sambre- und Maas-Armee (Jean-Baptiste Jourdan) versetzt.
In der Grande Armée machte Leval schnell Karriere und wurde bereits 1794 zum Général de brigade befördert. Als solcher kämpfte er bei Fleurus (26. Juni 1794), bei Ostrach (21. März 1799), in der Schlacht bei Stockach (25. März 1799), in der Schlacht bei Jena und Auerstedt (14. Oktober 1806), bei Lübeck (6. November 1806) und auch bei Preußisch Eylau (7./8. Februar 1807).
Leval konnte kurz nach Frankreich zurückkehren, wurde aber bald schon mit einem neuen Kommando betraut, und in den Napoleonischen Kriegen in Spanien eingesetzt. Leval kämpfte in Spanien und Portugal und konnte sich mehrfach durch Tapferkeit auszeichnen. Er nahm an den Schlachten bei Pancorbo (31. Oktober 1808), Medellin (28. März 1809), Talavera (27./28. Juli 1809), Ocaña (19. November 1809), Barrosa (5. März 1811), Tarifa (21. Juni 1813) und Bayonne (9./13. Dezember 1813) teil.
Die Belagerung von Tarifa, Ende 1811 bis Anfang 1812, musste er ergebnislos abbrechen; alle anderen kriegerischen Aktionen, an denen Leval teilgenommen hatte, gingen für Napoleon erfolgreich aus. 1814 kehrte Leval mit seinen Truppen nach Frankreich zurück.
Als Napoleon auf die Insel Elba verbannt worden war, zog sich Leval ins Privatleben zurück und schloss sich dessen Herrschaft der Hundert Tage nicht an.
Im Alter von 72 Jahren starb Jean-François Leval am 7. August 1834 in Paris und fand dort auch seine letzte Ruhestätte.

## Ehrungen
- 15. November 1808 Grand Officier der Ehrenlegion
- 28. Mai 1809 Baron de l’Émpire
- Sein Name findet sich am nördlichen Pfeiler (7. Spalte) des Triumphbogens am Place Charles-de-Gaulle (Paris).